# ポーランド元帥

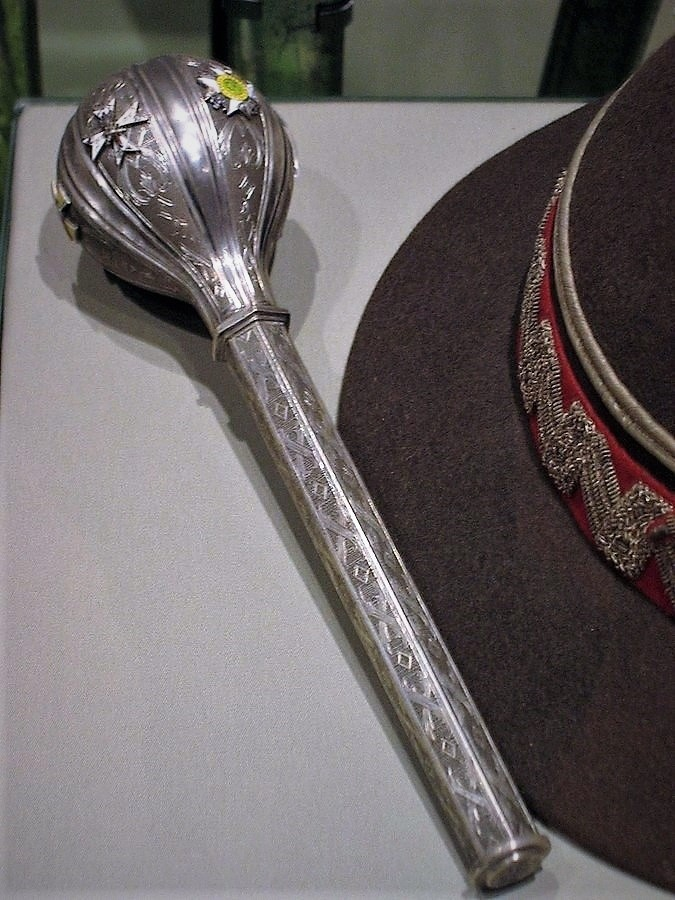
元帥杖（ブワヴァ）

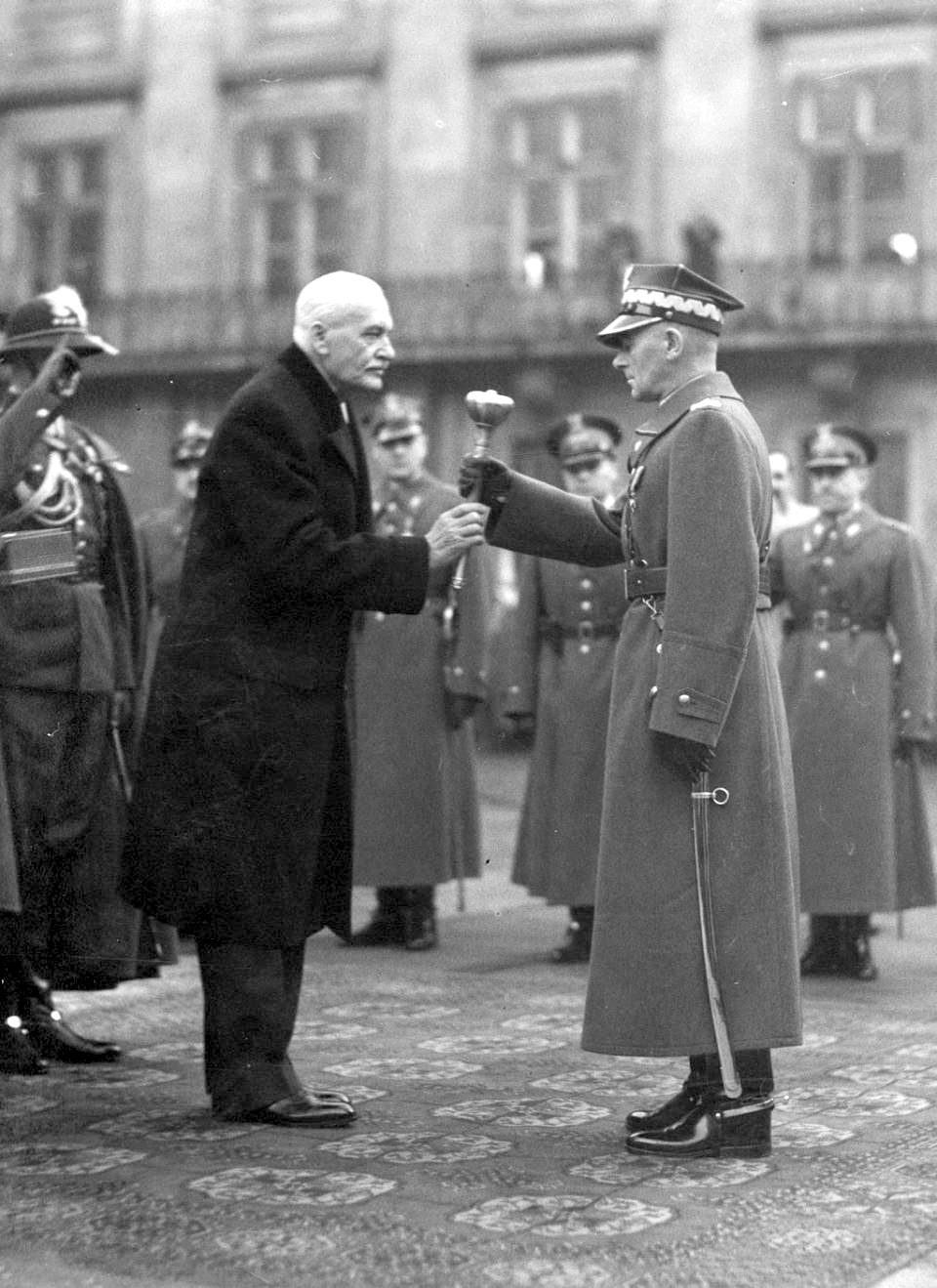
イグナツィ・モシチツキ大統領から元帥杖（メイス）を授かるルィツ＝シミグウィ。1936年11月10日、ワルシャワ

ポーランド元帥（ポーランドげんすい、ポーランド語:Marszałek Polski）は、ポーランド軍の最高位階級。歴代6人の軍人にのみ与えられた。現在、この階級はNATO軍内の各国軍における元帥 (OF-10) に相当する。
この階級は、戦時中の勝利に貢献した陸軍軍人にのみ与えられたため、今日まで生きているポーランド元帥はいない。現在の最高階級は四ツ星の大将位であり、これは2002年8月15日、チェスワフ・ピョンタス (Czesław Piątas) ポーランド陸軍参謀総長に授けられた。 
以下全員がポーランド元帥を務めた
- 1920年 - ユゼフ・ピウスツキ (1867–1935年)
- 1922年 - フェルディナン・フォッシュ (1851–1929年) （フランス元帥及びイギリス陸軍元帥）
- 1936年 - エドヴァルト・ルィツ＝シミグウィ (1881–1941年) （自己による昇進）

元帥の階級を持つポーランド人民軍 (LWP) の軍人:
- 1945年 - ミハウ・ロラ＝ジミェルスキ (1890–1989年)
- 1949年 - コンスタンティ・ロコソフスキ (1896–1968年)（ソ連邦元帥）
- 1963年 - マリアン・スピハルスキ（ポーランド語版） (1906–1980年)

ヴォイチェフ・ヤルゼルスキは、1980年代、同僚からの推奨にもかかわらず、ポーランド元帥への昇進を断った。(おそらくマリアン・スピハルスキの為。）